# Milislav Vesović
Milislav "Mio" Vesović (Gornja Dobrinja, Užička Požega, 24. ožujka 1953.) je hrvatski novinski fotograf.
U Zagrebu je diplomirao filmsko snimanje na Akademiji za kazalište, film i televiziju. 
Počeo je raditi u zagrebačkom Poletu i Studentskom listu. Njegove fotografije nisu ogoljeli portreti, nego likovi koji "izranjaju iz ambijaneta vlastitog djelovanja", koji su u središtu kadra. 
Danas surađuje s novinama, umjetničkim listovima (15 dana) i drugim.
Izlagao je samostalno i skupno od 1979. godine. Slike su mu izložene u nekoliko hrvatskih muzeja i galerija.